# Ene-Margit Tiit
Ene–Margit Tiit (née le 22 avril 1934) est une mathématicienne et statisticienne estonienne. Elle a fondé et présidé l'Association estonienne de statistiques.

## Jeunesse et formation
Ene-Margit Tiit naît le 22 avril 1934 à Tartu. Son père est le mathématicien Arnold Humal. Elle va au lycée à Tallinn, puis en 1957, elle entre à l'Université de Tartu. Elle passe son doctorat en 1963 en soutenant sa thèse : Ridade ümberjärjestamisest (Sur les réarrangements des séries) supervisée par Gunnar Kangro.

## Carrière
Après avoir brièvement travaillé à l'Académie agricole estonienne, Tiit devient membre du corps professoral de l'Université de Tartu. Ses recherches s'orientent sur les statistiques mathématiques, les sciences de la population, la sociologie et l'anthropologie. Elle fonde le Département de statistiques mathématiques et en devient le premier professeur régulier. L'Association statistique estonienne est fondée en septembre 1992, peu après la chute de l'Union soviétique, et Tiit en devient la première présidente.
Elle prend sa retraite en 1999, mais continue de travailler en tant que méthodologiste senior pour Statistikaamet, l'agence gouvernementale estonienne responsable de la production des statistiques officielles du pays.
En 1995, l'Université d'Helsinki lui décerne un doctorat honorifique. Elle est également un membre de quatrième classe de l'Ordre de l'Étoile Blanche d'Estonie et membre élue de l'Institut international de statistique.

## Publications
Tiit publie plus de 70 articles, ouvrages et conférences durant sa carrière, dont : 
- Tiit, Ene-Margit. (2019). Changes in children’s and adolescents’ mortality in Estonia during the last century. Papers on Anthropology. 28. 140-147. 10.12697/poa.2019.28.1.11[4].
- Tiit, Ene-Margit. (2017). Residency testing. Estimating the true population size of Estonia. Statistics in Transition. New Series. 18. 211-226. 10.21307/stattrans-2016-067[5].
- Tiit, Ene-Margit. (2013). Estonian census 2011. Papers on Anthropology. 22. 234. 10.12697/poa.2013.22.25[6].
- Tiit, Ene-Margit. (1996). Mixtures of multivariate quasi-extremal distributions having given marginals. 10.1214/lnms/1215452630.